# Битка код Мођорода
Битка код Мођорода вођена је 14. марта 1074. године између угарског краља Шоломона и претендента на престо Гезе I. Део је грађанског рата у Угарској, а завршена је победом Гезе и свргавањем угарског краља.

## Битка
У периоду од 1064. до 1071. Соломон и Геза су блиско сарађивали и предузимали заједничке војне походе против Кумана и Печењеза. Односи су се погоршали након опсаде византијског утврђења Београда 1071. године. Командант утврђења пристао је да се преда једино Гези. Због тога је избио сукоб приликом поделе плена. Сукоб је потпиривао Соломонов главни саветник, гроф Вид. Он је желео титулу грофа за себе. Међутим, Геза и Соломон склопили су примирје 1073. године у намери да у иностранству прикупе помоћ за своју борбу. Геза је послао своју браћу у Русију да траже помоћ. По савету грофа Вида, Соломон је прекршио примирје и напао Гезу приликом лова. Битка се одиграла код Кемеја 26. фебруара 1076. године. Након битке код Кемеја, Геза се повлачи ка Вацу где се његова армија спојила са армијом Ота I од Оломоуца, брата Гезине сестре Еуфемије.
Одлучујућа битка вођена је код Мођорода 14. марта 1074. године. Армија угарског краља поражена је од стране удружених армија Гезе, Ода и Ладислава. Након битке се Шоломон повлачи у Мосон где наставља да влада облашћу око Мосона и Пресбурга све до 1076. године када му Ладислав наноси пораз и преотима Пресбург. Према Мађарској хроници, Геза је након повлачења Соломона преузео власт "на инсистирање Мађара". Његова владавина трајаће три године.